# Cooperação Econômica Ásia-Pacífico
A Cooperação Econômica Ásia-Pacífico (em inglês:  Asia-Pacific Economic Cooperation - APEC) é um fórum de 21 países-membros localizado no Círculo do Pacífico, que visa promover o livre-comércio e a cooperação econômica em toda a região da Ásia-Pacífico. A organização foi criada em 1989, em resposta à crescente interdependência das economias da região Ásia-Pacífico e do advento dos blocos comerciais regionais em outras partes do mundo e aos temores de que o Japão (que é altamente industrializado e um membro do G7) passasse a dominar a atividade econômica na região. Tem o objetivo de estabelecer novos mercados para os produtos agrícolas e matérias-primas para além da Europa (onde a demanda tinha vindo a diminuir).
A APEC trabalha para elevar os padrões de vida e os níveis de ensino de seus membros através de um crescimento econômico sustentável e para fomentar um sentimento de comunidade e uma valorização de interesses compartilhados entre os países da região Ásia-Pacífico. O fórum inclui algumas das economias recém-industrializadas e seus membros são responsáveis por aproximadamente 40% da população, cerca de 54% do produto interno bruto (PIB) e aproximadamente 44% do comércio de todo o mundo.
São realizadas cúpulas anuais dos líderes da APEC, frequentadas pelos chefes de governo de todos os membros da APEC, exceto Taiwan (que é representado por um funcionário de nível ministerial sob o nome de Taipé Chinesa). O local das reuniões muda todo ano entre as economias dos membros e uma tradição famosa, seguida pela maioria (mas não todas) as cúpulas, envolve que os líderes participantes vistam-se com um traje típico do país anfitrião.

## Organização

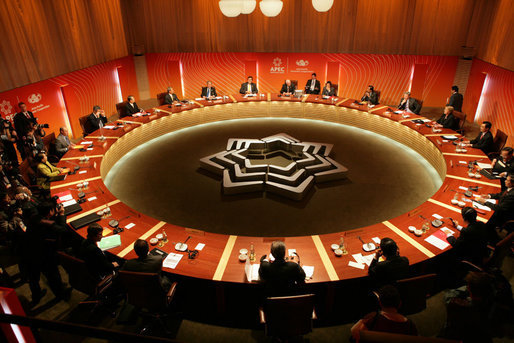
Líderes da APEC reunidos na cúpula de 2007, em Sydney, na Austrália

A APEC se mantém através de contribuições anuais de seus países membros. Desde 1999 estas contribuições totalizaram 3,38 milhões de dólares. Este dinheiro é usado para manter uma pequena secretaria em Singapura e para apoiar os projetos da APEC. Desde 1997 o Japão vem contribuindo com uma quantia extra para projetos, que varia entre US$ 2,7 e US$ 4,2 milhões dependendo do valor em relação ao Iene. Os outros países também contribuem com um dinheiro extra para projetos ou outros interesses de seus líderes (como encorajar a participação de empresas não governamentais), além de enviar profissionais para as reuniões e para a secretaria do grupo.
A APEC é dividida em quatro grupos ou comitês, cada um responsável por determinada seção. O BMC é responsável pelos orçamentos e administração. O CTI comanda a facilitação e liberalização dos investimentos e do comércio. O EC conduz pesquisas e discussões que dizem respeito à economia. E o ESC auxilia os líderes dos países membros na administração e coordenação das agendas.
Cada país membro deve entregar, anualmente, um IAP (Individual Action Plan), no qual irá traçar seus objetivos individuais quanto à abertura do comércio e os investimentos. Simultaneamente ao IAP é desenvolvido o CAP (Collective Action Plan). Este traça as ações que deverão ser seguidas por todos os países membros quanto à abertura do comércio e os investimentos.
Todos os anos acontecem as seguintes reuniões:
- Reunião dos líderes da APEC: Decidem a agenda política da APEC.
- Reunião dos ministros da APEC: Ocorre logo a seguir da primeira reunião, ministros da economia dos países decidem as atividades econômicas que serão tomadas pelos países.
- Reunião dos ministros setoriais: Especialistas em vários setores se reúnem para aconselhar as medidas que cada país pode tomar em cada setor.
- Reunião dos conselheiros econômicos: Estes conselheiros providenciam a APEC relatórios sobre a sua perspectiva de negócios e fazem recomendações para aumentar os negócios e os investimentos na região da APEC.

### Desenvolvimento de tudo
A criação da APEC muito contribuiu para o crescimento e desenvolvimento da região pacífico-asiática. Em sua primeira década de existência, 195 milhões de empregos foram criados, sendo 174 milhões nos países em desenvolvimento. O PIB da região triplicou e o dos países em desenvolvimento cresceu cerca de 70%. Investimentos internacionais aumentaram em 210% em toda a região e em 475% nos países em desenvolvimento. As exportações cresceram 113%, passando para mais de US$25 Trilhões. A segurança contra o terrorismo e contra doenças infecciosas também aumentou.
Atualmente a APEC engloba quase metade da população mundial, ou seja, cerca de 3 bilhões de pessoas; seu PIB é de aproximadamente US$60 trilhões, 60% do PIB mundial; é responsável por cerca de 50% do comércio mundial, movimentando US$28 Trilhões em exportações e US$30 Trilhões em importações.

## Países-membros

Países membros da APEC

A APEC é formada por países muito distintos, econômica, política, social e culturalmente. Temos a maior potência mundial, o Japão e a China lado a lado com diversos países subdesenvolvidos. Para os EUA, a área de livre comércio é muito vantajosa, já que os principais produtos que importa são primários e matéria-prima, e exporta produtos industrializados. Já para os países subdesenvolvidos, a vantagem não é tão grande, já que eles aumentam a exportação, mas continuam dependentes da economia de países desenvolvidos.
Alguns países do leste africano questionam o objetivo da APEC, que acaba atuando como um mecanismo para abrir mercados e aumentar os lucros de países desenvolvidos, sem necessariamente beneficiar o conjunto da região.
Em 9 de setembro de 2005, os ministros das Finanças dos países membros da APEC se reuniram na Coreia e decidiram se unir para combater a alta do petróleo. Em um comunicado conjunto, os 21 membros da organização pediram “investimentos apropriados na produção de petróleo, nas capacidades de refinamento, além da transferência de tecnologia para a economia de energia”. Os ministros das Finanças pediram também uma redução nos sistemas de subsídio dos preços do combustível que mantêm artificialmente baixo o preço da gasolina ao consumidor, causando uma “distorção da demanda”. Vários países asiáticos, incluindo a China e a Indonésia, ainda dispõem de tais sistemas.
A China tem o maior percentual de crescimento entre os países membros da APEC, chegando a 7,8% mesmo com a epidemia de SARS em 2003, e não ficando abaixo de 7% nos anos seguintes. O país é considerado a locomotiva do crescimento de todo o bloco. Depois dela temos a economia do Vietnã e Tailândia, que apresentam crescimentos notórios, seguidos, surpreendentemente, pelos EUA e Japão, países que há muito não apresentavam tão significativo desenvolvimento, tendo o Japão sido considerado o “doente da Ásia”.
A explicação para esse crescimento é a chamada “economia de conhecimento”. Segundo estudos, quanto maior é o progresso do país nos setores baseados no conhecimento, (informática, comunicações e pesquisa) maiores são seus índices econômicos gerais e mais seguro é seu crescimento. A ciência universitária e corporativa, a compra e venda de informações e propriedade intelectual, a aplicação de conhecimentos na atividade empresarial formam um sistema que foi chamado de “produção de conhecimentos”. E esta é uma produção que, como se torna agora evidente, muda os destinos de países inteiros e promove o desenvolvimento de toda a região. Vale destacar a situação da Rússia perante esse novo sistema, que apresentou um crescimento de 6% e que graças ao seu potencial da “economia do conhecimento” pode depositar esperanças no prosseguimento deste crescimento.
| Membro (nome usado na APEC) | Data de adesão   |
| --------------------------- | ---------------- |
| Austrália                   | Novembro de 1989 |
| Brunei Darussalam           | Novembro de 1989 |
| Canadá                      | Novembro de 1989 |
| Estados Unidos              | Novembro de 1989 |
| Indonésia                   | Novembro de 1989 |
| Japão                       | Novembro de 1989 |
| Coreia do Sul               | Novembro de 1989 |
| Malásia                     | Novembro de 1989 |
| Nova Zelândia               | Novembro de 1989 |
| Filipinas                   | Novembro de 1989 |
| Singapura                   | Novembro de 1989 |
| Tailândia                   | Novembro de 1989 |
| Taipé Chinesa               | Novembro de 1991 |
| Hong Kong                   | Novembro de 1991 |
| China                       | Novembro de 1991 |
| México                      | Novembro de 1993 |
| Papua Nova-Guiné            | Novembro de 1993 |
| Chile                       | Novembro de 1994 |
| Peru                        | Novembro de 1998 |
| Rússia                      | Novembro de 1998 |
| Vietnã                      | Novembro de 1998 |

## Líderes

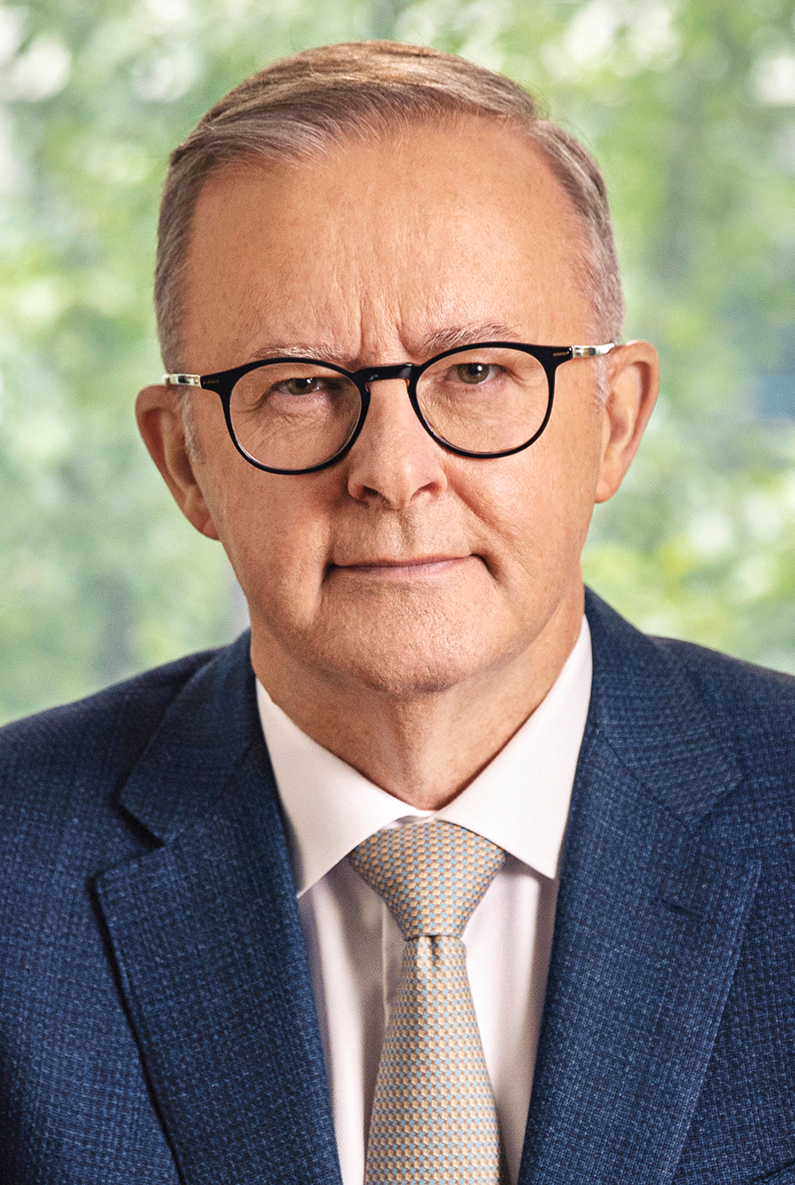
Austrália Primeiro-ministro Anthony Albanese
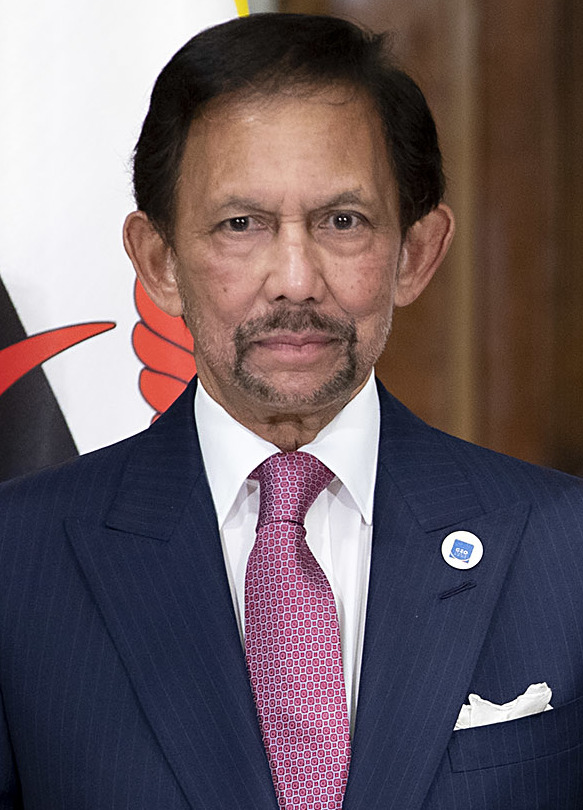
Brunei Sultão Hassanal Bolkiah
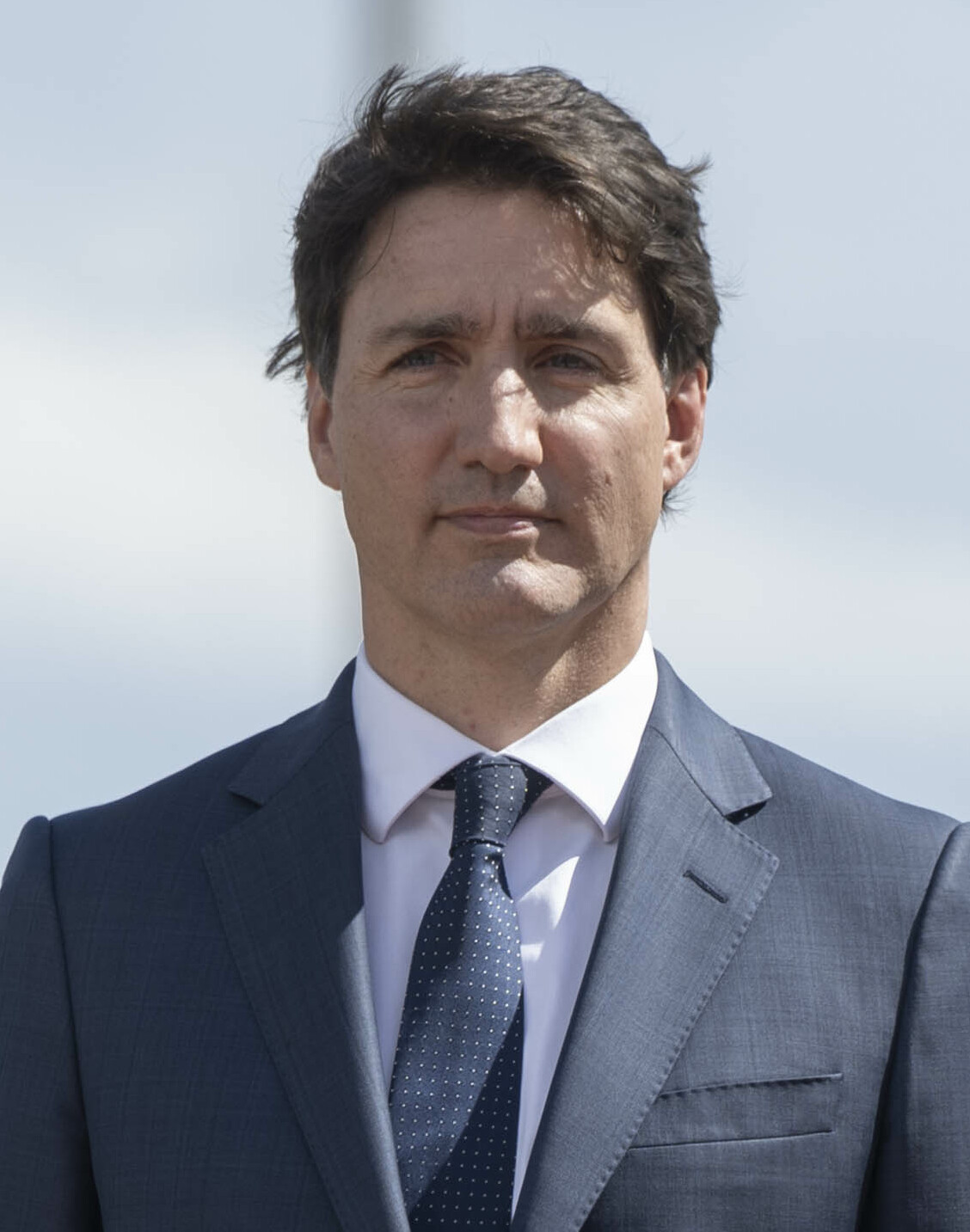
Canadá Primeiro-ministro Justin Trudeau
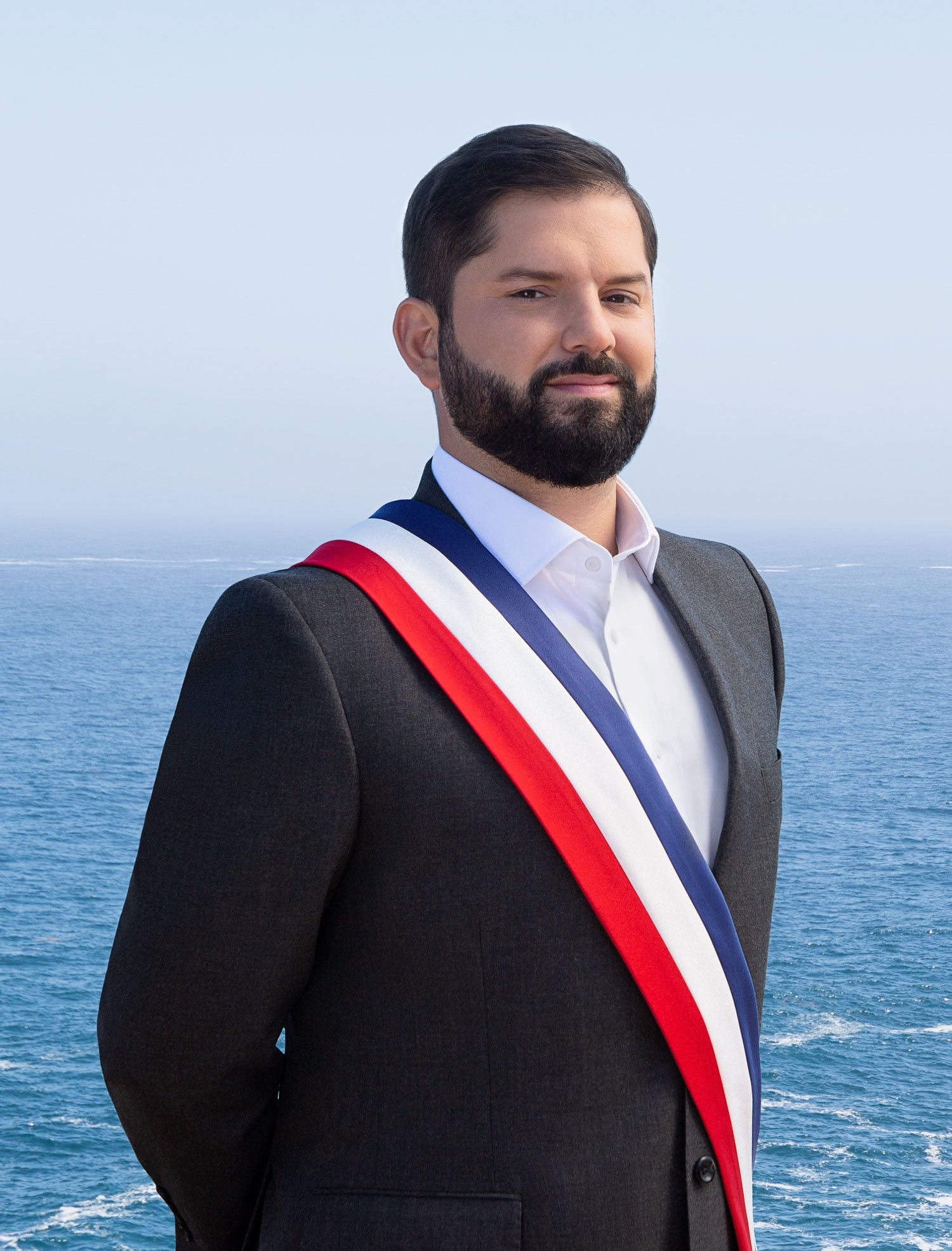
Chile Presidente Gabriel Boric
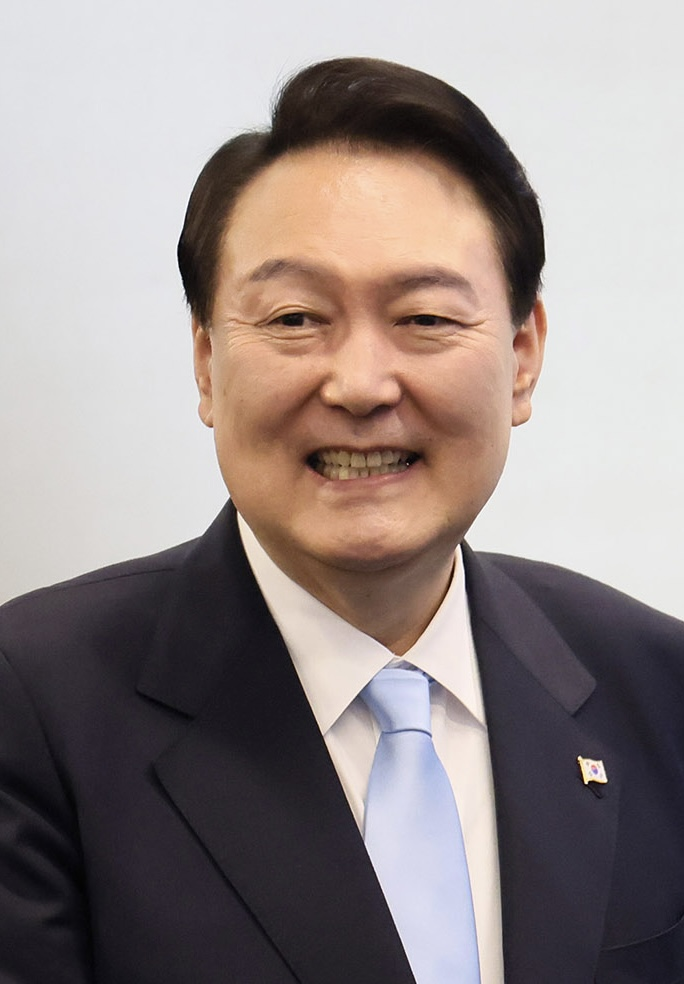
Coreia do Sul Presidente Yoon Suk-Yeol
Estados Unidos Presidente Joe Biden
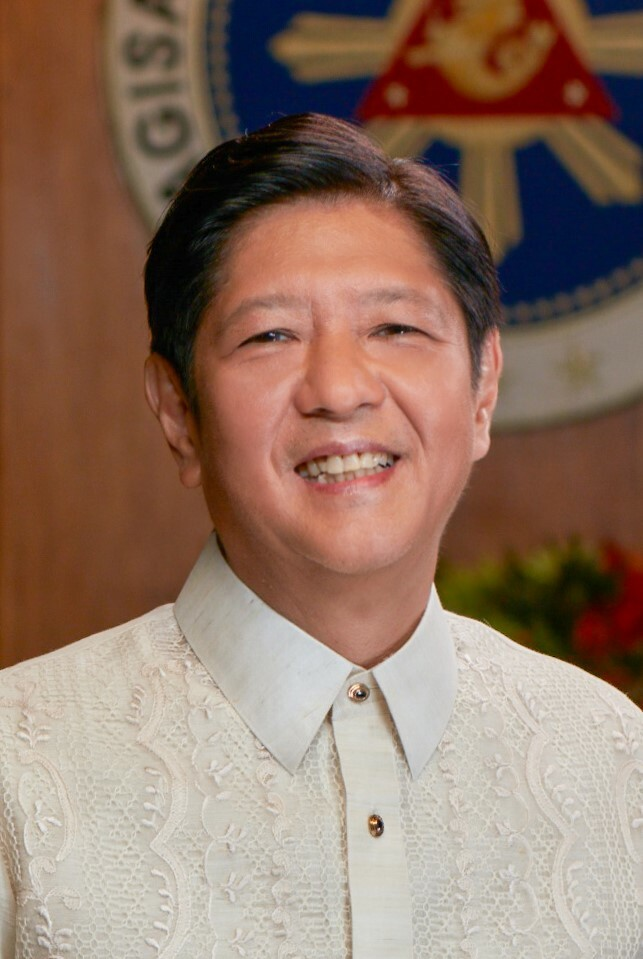
Filipinas Presidente Bongbong Marcos
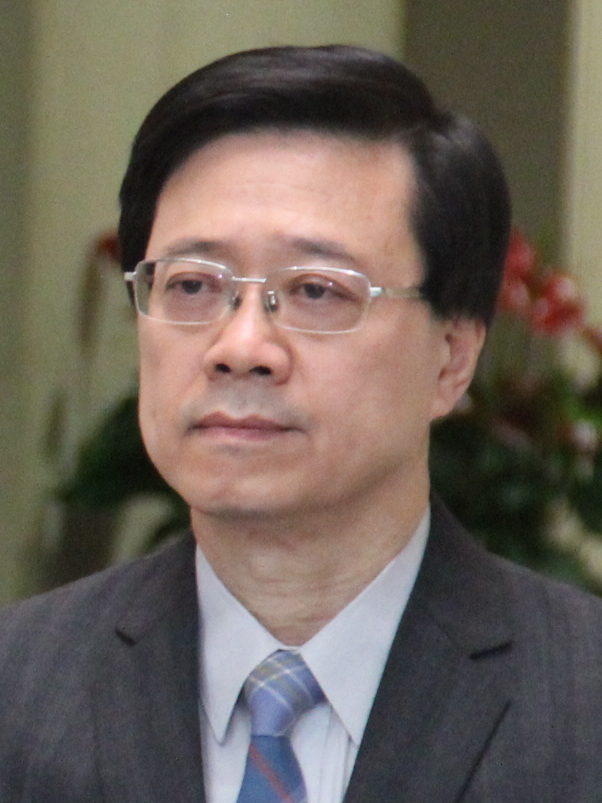
Hong Kong Chefe Executivo John Lee Ka-chiu
Indonésia Presidente Prabowo Subianto
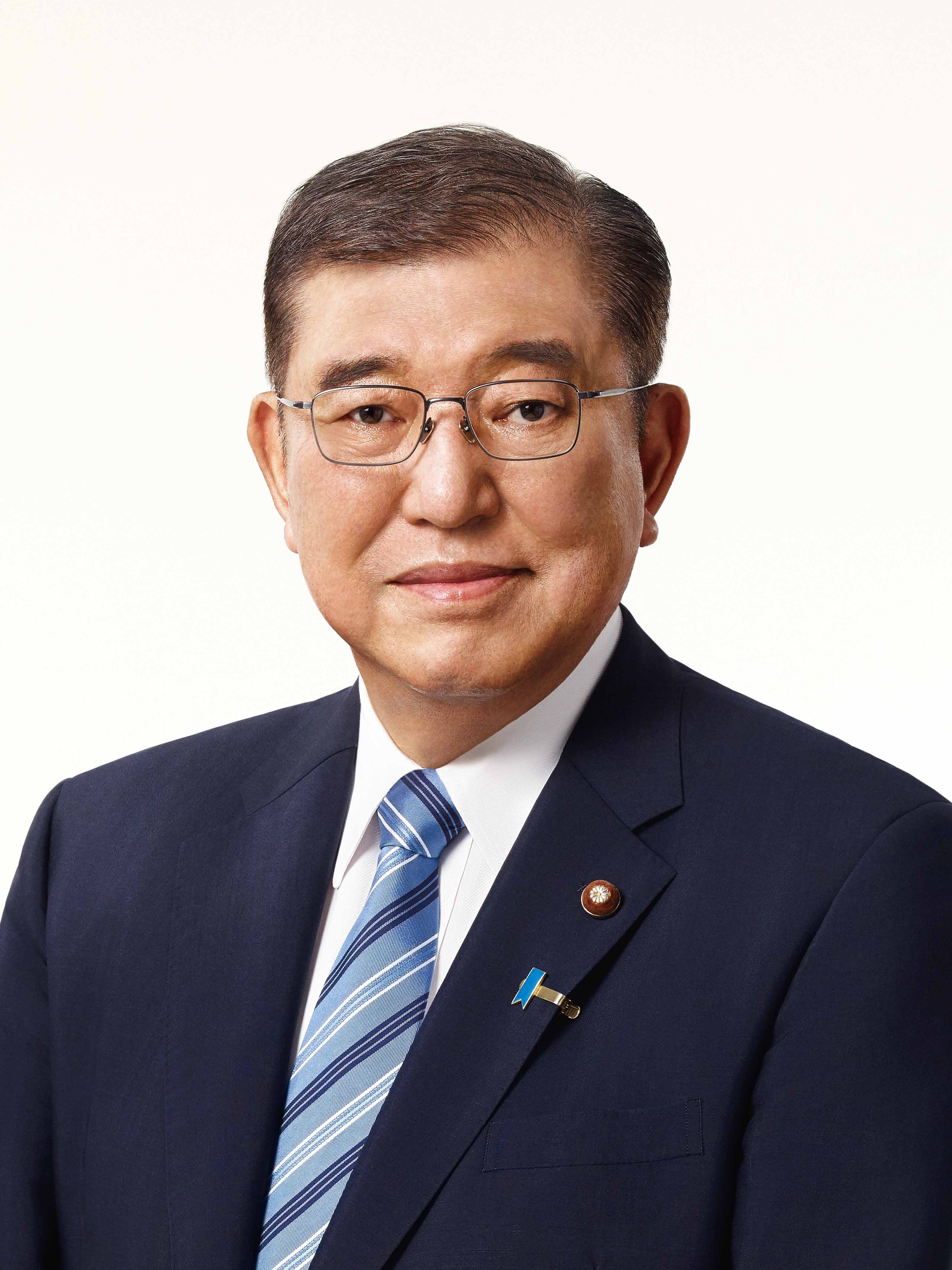
Japão Primeiro-ministro Shigeru Ishiba
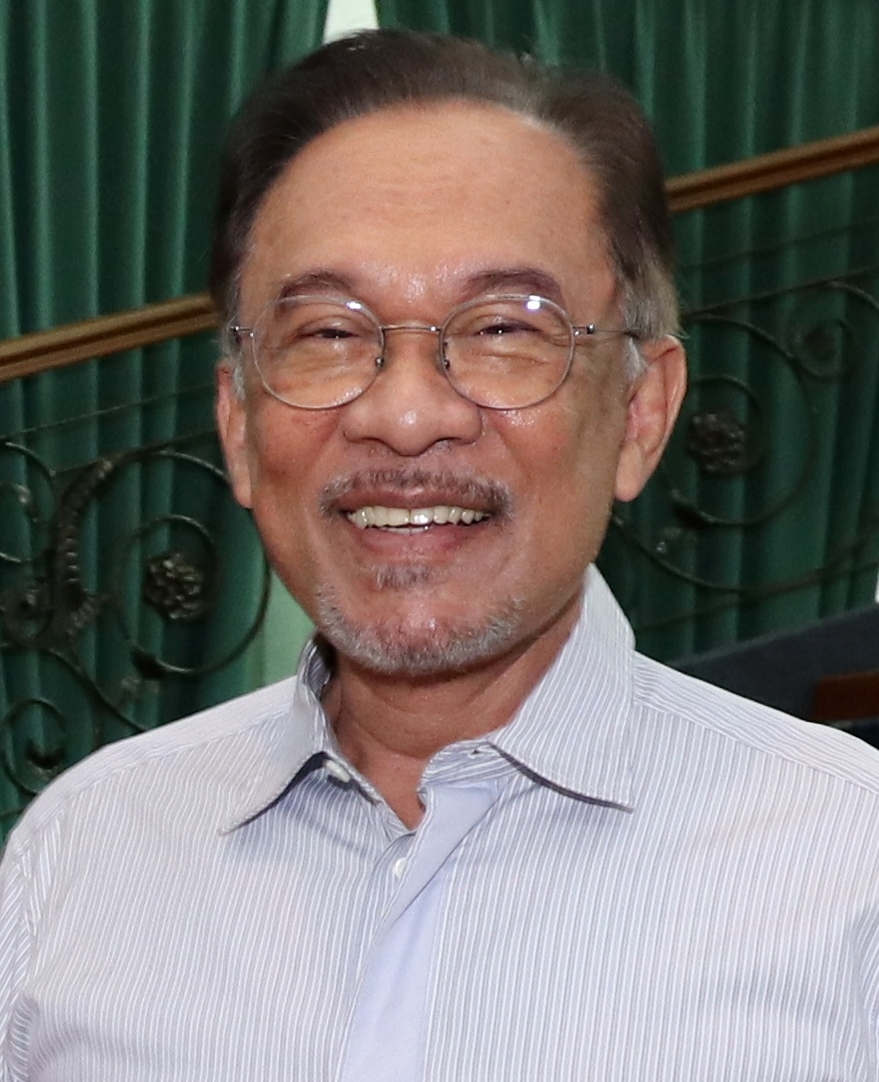
Malásia Primeiro-ministro Anwar Ibrahim
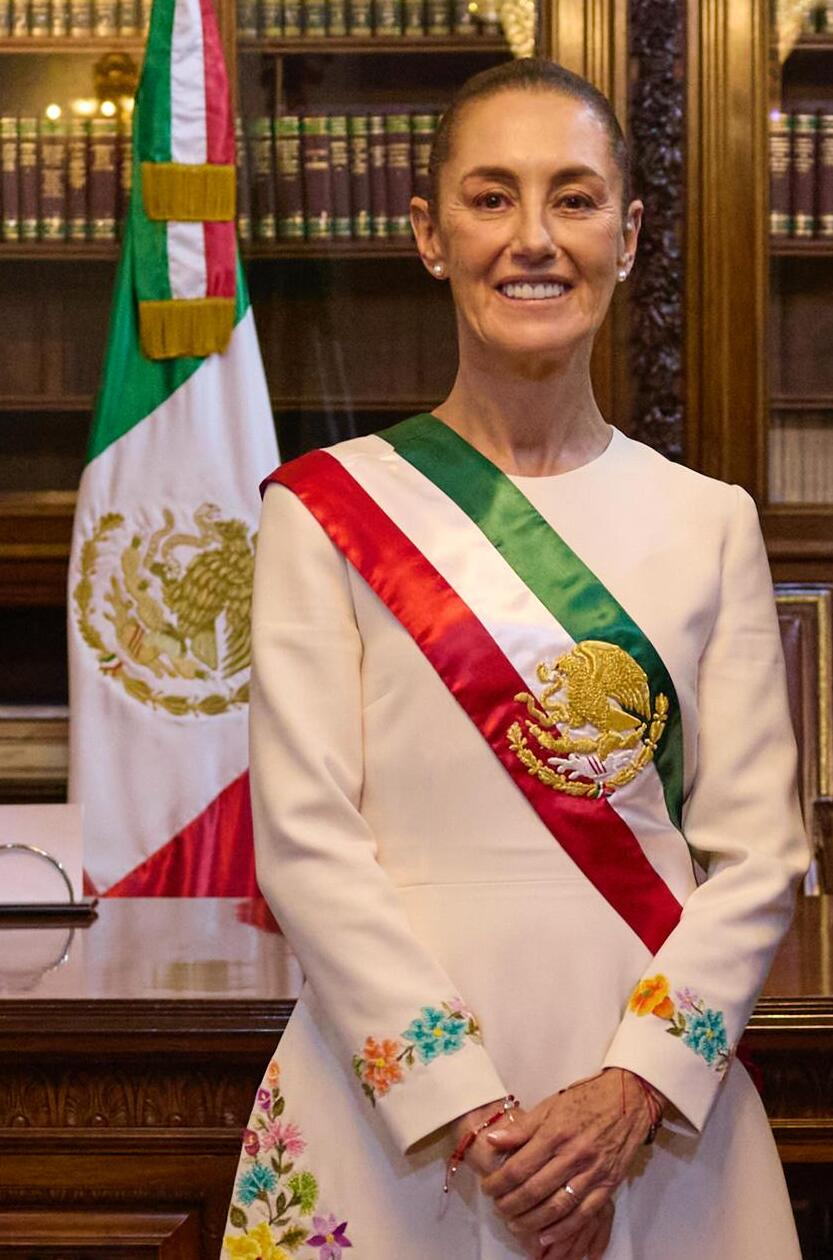
México Presidente Claudia Sheinbaum
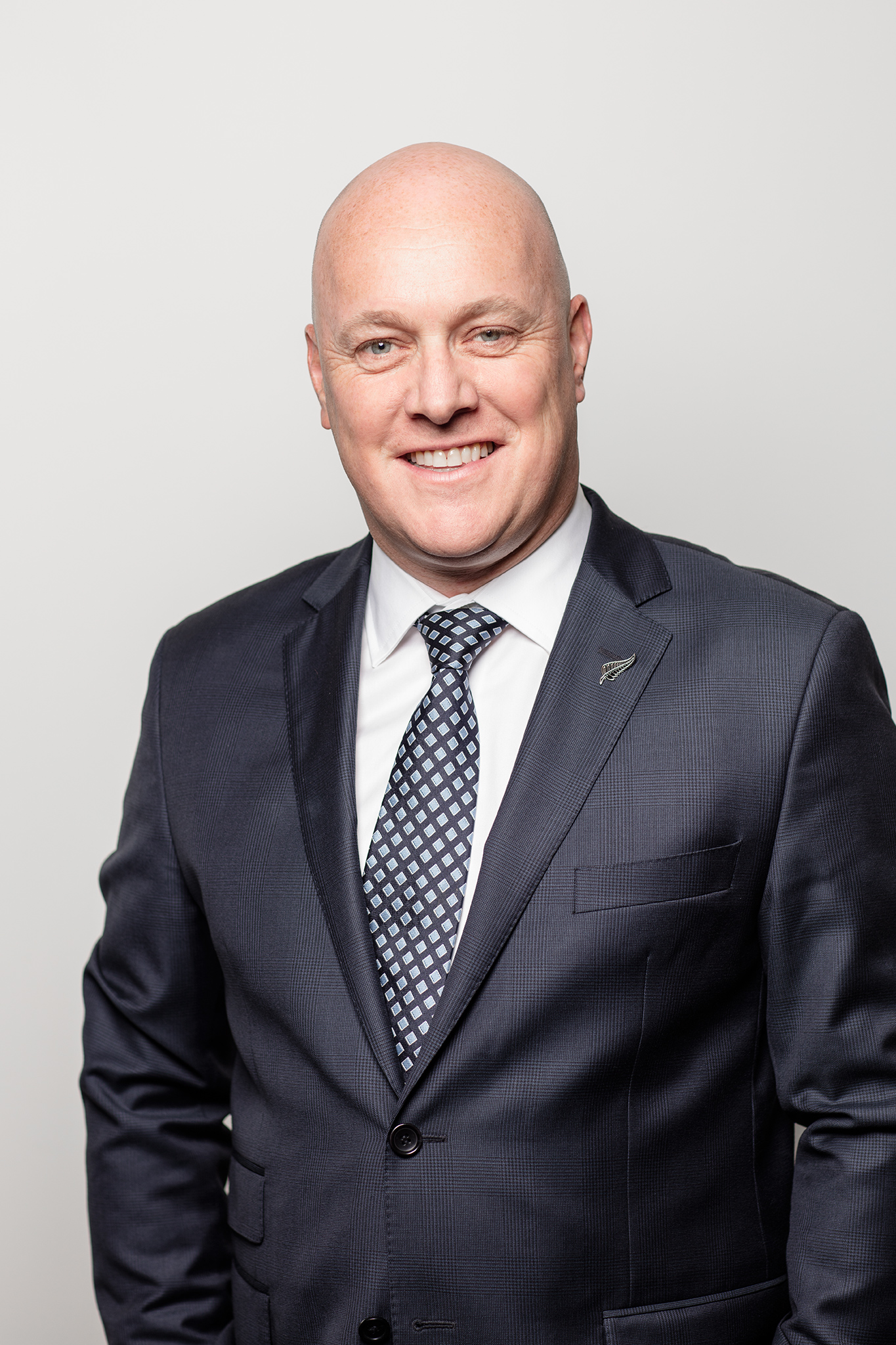
Nova Zelândia Primeiro-ministro Christopher Luxon
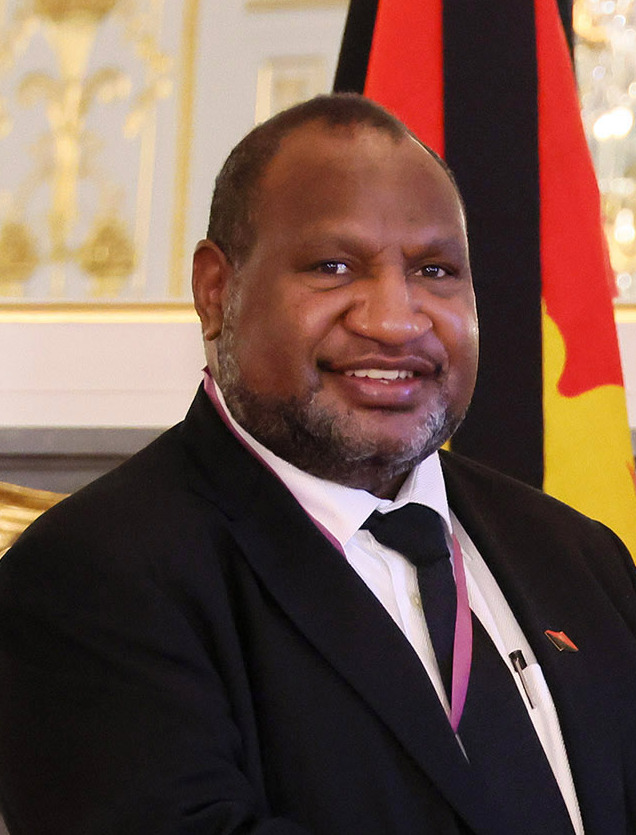
Papua-Nova Guiné Primeiro-ministro James Marape
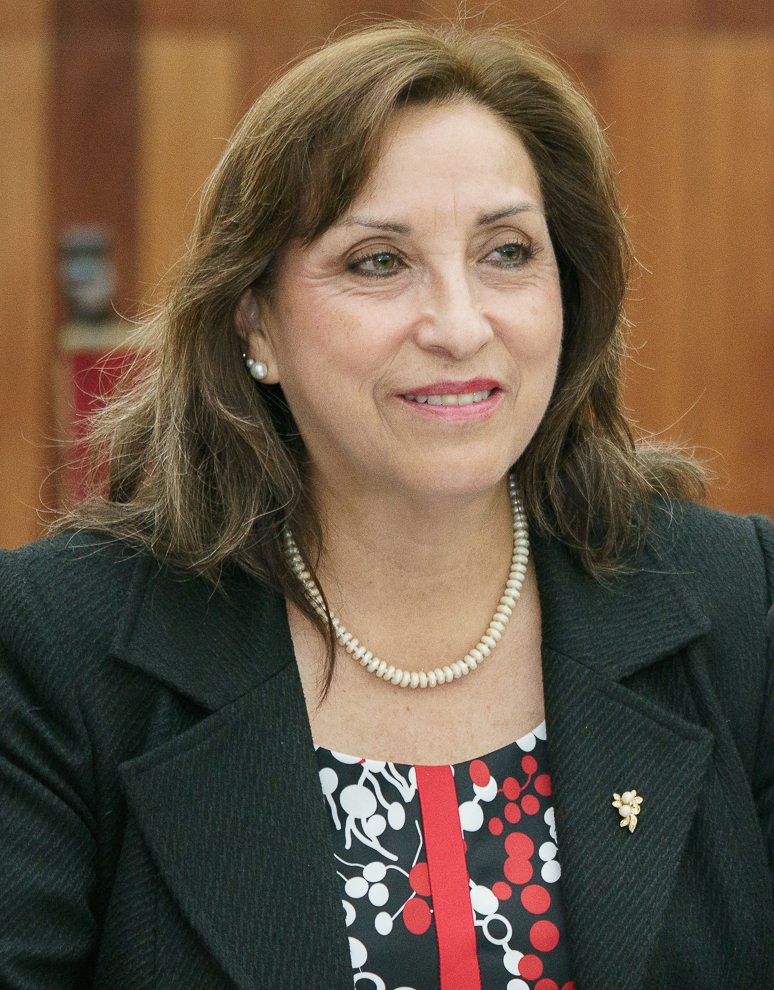
Peru Presidente Dina Boluarte
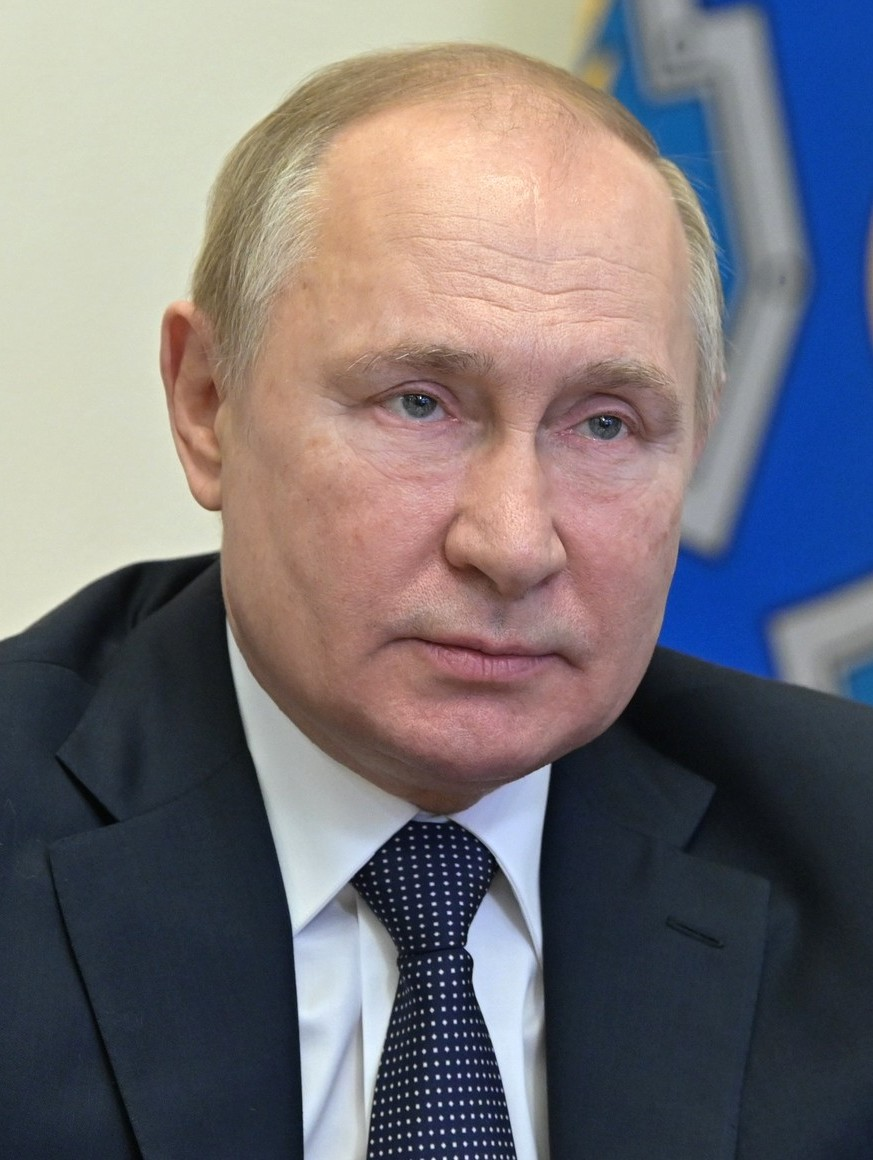
Rússia Presidente Vladimir Putin
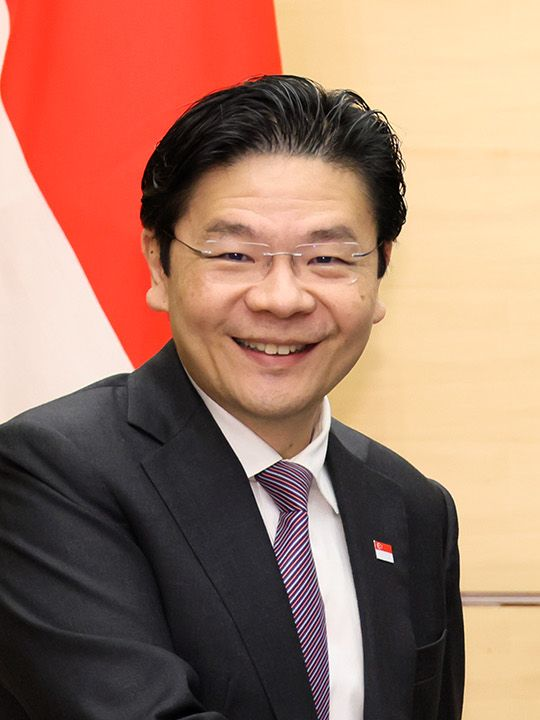
Singapura Primeiro-ministro Lawrence Wong
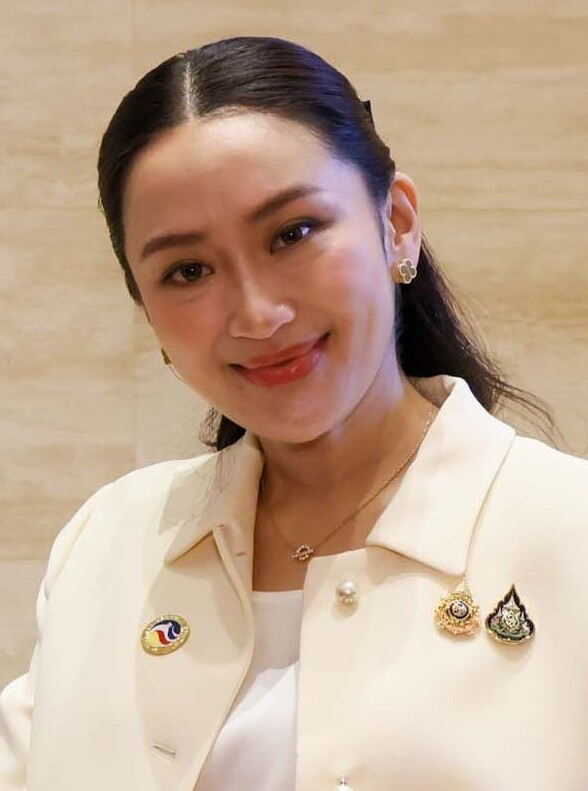
Tailândia Primeira-ministra Paetongtarn Shinawatra
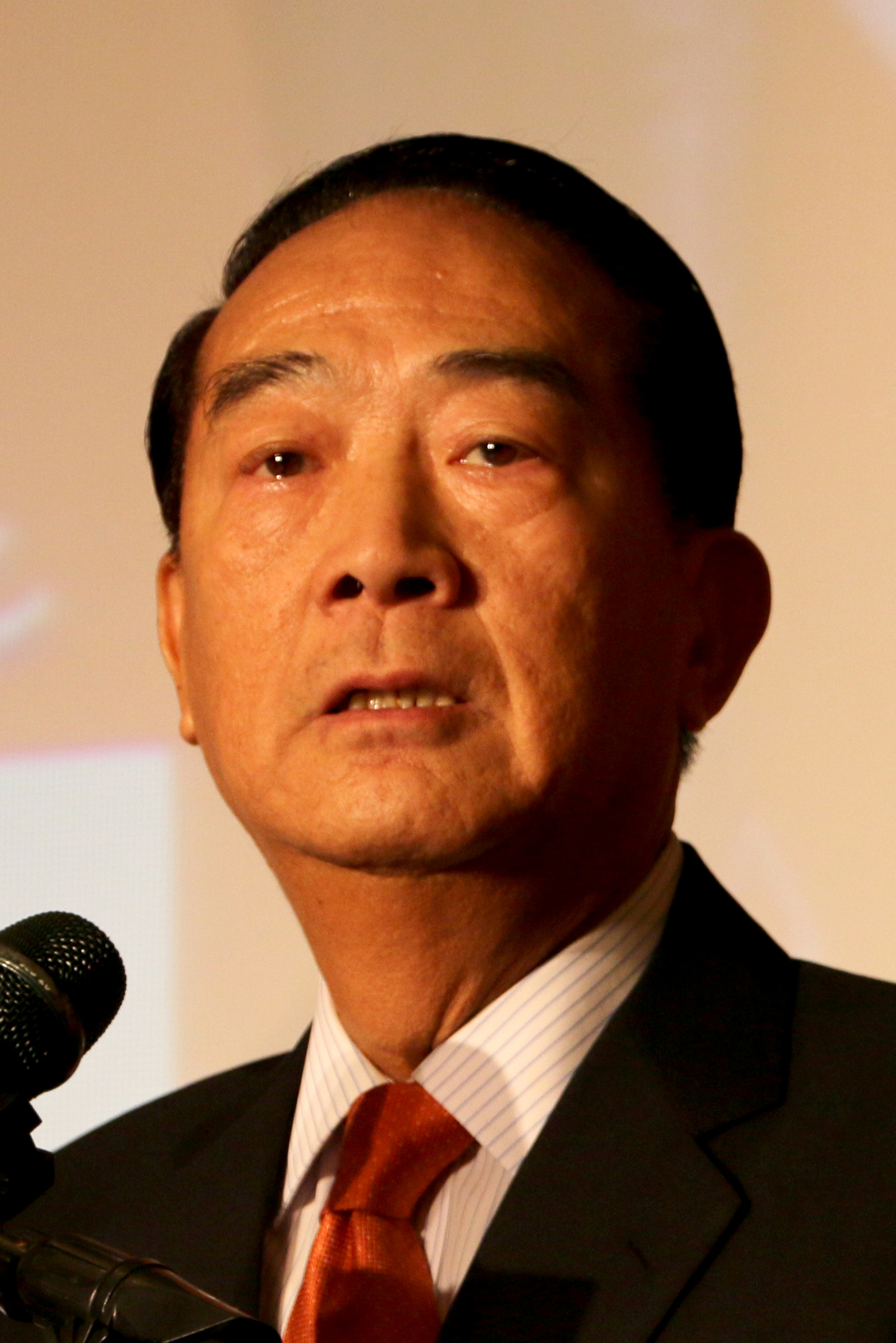
Taipé Chinesa (Taiwan) Representante James Soong
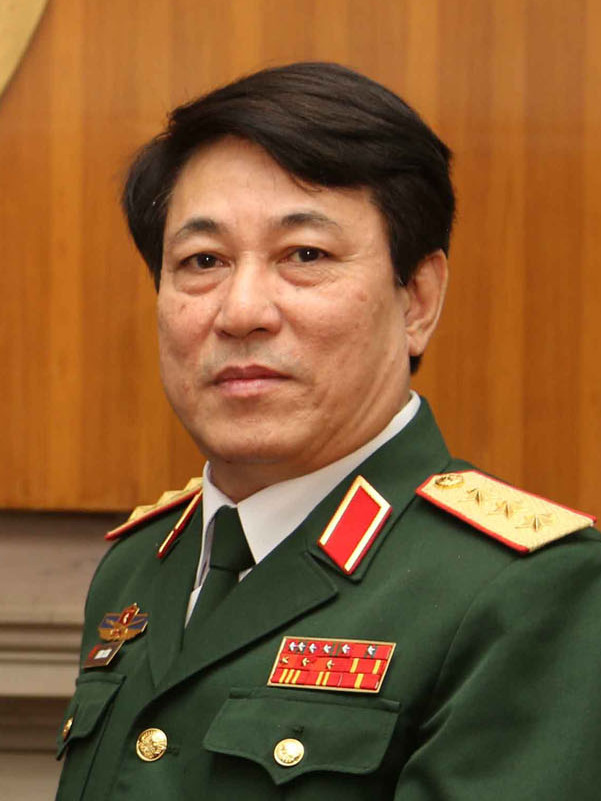
Vietnã Presidente Lương Cường

## Reuniões Anuais da Cúpula da APEC
Todos os anos, os líderes das economias membros da APEC reunir-se-ão para discutir a situação financeira entre si e na região. No entanto, apenas uma das economias membros acolherá a cimeira, e esta será selecionada aleatoriamente anualmente.
| Ano  | Data                            | País             | Cidade                                |
| ---- | ------------------------------- | ---------------- | ------------------------------------- |
| 1989 | 6 a 7 de novembro               | Austrália        | Camberra                              |
| 1990 | 29 a 31 de julho                | Singapura        | Singapura                             |
| 1991 | 12 a 14 de novembro             | Coreia do Sul    | Seul                                  |
| 1992 | 10 a 11 de setembro             | Tailândia        | Banguecoque                           |
| 1993 | 19 a 20 de novembro             | Estados Unidos   | Seattle                               |
| 1994 | 15 a 16 de novembro             | Indonésia        | Bogor                                 |
| 1995 | 18 a 19 de novembro             | Japão            | Osaka                                 |
| 1996 | 24 a 25 de novembro             | Filipinas        | Manila                                |
| 1997 | 24 a 25 de novembro             | Canadá           | Vancouver                             |
| 1998 | 17 a 18 de novembro             | Malásia          | Kuala Lumpur                          |
| 1999 | 12 a 13 de setembro             | Nova Zelândia    | Auckland                              |
| 2000 | 15 a 16 de novembro             | Brunei           | Bandar Seri Begawan                   |
| 2001 | 20 a 21 de outubro              | China            | Xangai                                |
| 2002 | 26 a 27 de outubro              | México           | Cabo San Lucas                        |
| 2003 | 20 a 21 de outubro              | Tailândia        | Banguecoque                           |
| 2004 | 20 a 21 de novembro             | Chile            | Santiago                              |
| 2005 | 18 a 19 de novembro             | Coreia do Sul    | Busan                                 |
| 2006 | 18 a 19 de novembro             | Vietname         | Hanói                                 |
| 2007 | 8 a 9 de setembro               | Austrália        | Sydney                                |
| 2008 | 22 a 23 de novembro             | Peru             | Lima                                  |
| 2009 | 14 a 15 de novembro             | Singapura        | Singapura                             |
| 2010 | 13 a 14 de novembro             | Japão            | Yokohama                              |
| 2011 | 12 a 13 de novembro             | Estados Unidos   | Honolulu                              |
| 2012 | 9 a 10 de setembro              | Rússia           | Vladivostoque                         |
| 2013 | 5 a 7 de outubro                | Indonésia        | Bali                                  |
| 2014 | 10 a 11 de novembro             | China            | Pequim                                |
| 2015 | 18 a 19 de novembro             | Filipinas        | Cebu                                  |
| 2016 | 19 a 20 de novembro             | Peru             | Lima                                  |
| 2017 | 10 a 11 de novembro             | Vietname         | Da Nang                               |
| 2018 | 17 a 18 de novembro             | Papua-Nova Guiné | Porto Moresby                         |
| 2019 | 16 a 17 de novembro (Cancelado) | Chile            | Santiago                              |
| 2020 | 20 de novembro                  | Malásia          | Kuala Lumpur (Realizado virtualmente) |
| 2021 | 12 de novembro                  | Nova Zelândia    | Auckland (Realizado virtualmente)     |
| 2022 | 18 a 19 de novembro             | Tailândia        | Banguecoque                           |
| 2023 | 15 a 17 de novembro             | Estados Unidos   | São Francisco                         |
| 2024 | 10 a 16 de novembro             | Peru             | Cusco                                 |
| 2025 | A ser anunciado                 | Coreia do Sul    | A ser anunciado                       |